# District de Gbarma
Le District de Gbarma est une subdivision du Comté de Gbarpolu au Liberia. 
Les autres districts du Comté de Gbarpolu sont :
- Le District de Belleh
- Le District de Bopolu
- Le District de Bokomu
- Le District de Kongba